# 黒岩康志
黒岩 康志（くろいわ やすし、1965年9月27日 - ）は、1980年代後半から1990年代にかけて活躍した日本のスピードスケート選手。カルガリーオリンピック日本代表。群馬県吾妻郡嬬恋村出身。群馬県立嬬恋高等学校、専修大学卒業。黒岩悟は弟。

## 略歴
専大4年次の1988年、全日本スプリント選手権で総合5位に入り、カルガリーオリンピック代表に選出される。カルガリーオリンピックでは男子500mに出場。11位に入る健闘をみせた。専大卒業後、国土計画に入社。1989年の全日本スプリント選手権で総合優勝を飾る。
カルガリーオリンピックでは優勝候補の一角であったダン・ジャンセンと同走。第一コーナーでジャンセンが転倒し、黒岩も巻き込まれ転倒した。最終組の後に単独で再レースとなった。カルガリーオリンピックの次のシーズン、黒岩康志は連戦連勝であった。